# University of California, Irvine Men's Volleyball 2024
Questa voce raccoglie le informazioni riguardanti la University of California, Irvine Men's Volleyball nella stagione 2024.

## Stagione
La University of California, Irvine partecipa alla Big West Conference per la settima volta: ottiene un secondo posto in regular season, che vale l'accesso diretto alle semifinali del torneo di conference, in cui sconfigge la Hawaii, prima di essere sconfitta in finale dalla CSU Long Beach.
Accede al torneo NCAA Division I grazie alla classifica totale, ricevendo la testa di serie numero 4: ai quarti di finale sconfigge in tre set la Penn State, prima di essere eliminato in semifinale dalla UC Los Angeles, perdendo al quinto set.

## Organigramma societario
Area direttiva
- Presidente: Paula Smith

Area organizzativa
- Coordinatore tecnico: Jimmy Kim

Area tecnica
- Allenatore: David Kniffin
- Assistente allenatore: Ron Larsen, Michael Brinkley, Scott Stadick

## Rosa
| N° | Nome                 | Ruolo | Data di nascita   | Nazionalità sportiva | Anno             |
| -- | -------------------- | ----- | ----------------- | -------------------- | ---------------- |
| 1  | Davis Lau            | L     | -                 | Stati Uniti          | Graduate student |
| 2  | Akhil Tangutur       | S     | 11 marzo 2001     | Stati Uniti          | Graduate student |
| 3  | Cole Power           | L     | -                 | Stati Uniti          | Graduate student |
| 4  | Brett Sheward        | P     | 20 aprile 2000    | Stati Uniti          | Graduate student |
| 5  | William D'Arcy-Miles | O     | 25 febbraio 2003  | Australia            | Sophomore        |
| 7  | Aidan Rigg           | P     | -                 | Stati Uniti          | Freshman         |
| 8  | Gustavo Gomes        | L     | -                 | Brasile              | Junior           |
| 9  | Nolan Flexen         | S     | -                 | Stati Uniti          | Junior           |
| 10 | Conner Dahm          | S     | -                 | Stati Uniti          | Junior           |
| 11 | Kobe Brown           | O     | -                 | Stati Uniti          | Freshman         |
| 12 | Joe Karlous          | P     | -                 | Stati Uniti          | Senior           |
| 13 | Beck Weber           | C     | -                 | Stati Uniti          | Freshman         |
| 14 | Andon Kiriakou       | O     | -                 | Canada               | Freshman         |
| 17 | Connor Campbell      | C     | 19 settembre 2001 | Stati Uniti          | Senior           |
| 18 | Nicolas Restrepo     | C     | -                 | Stati Uniti          | Freshman         |
| 20 | Hilir Henno          | S     | 12 settembre 2003 | Francia              | Junior           |
| 22 | Aidan Schulten       | P     | -                 | Stati Uniti          | Freshman         |
| 23 | Maxim Grigoriev      | C     | -                 | Stati Uniti          | Sophomore        |
| 30 | Shane Aitken         | L     | -                 | Stati Uniti          | Freshman         |

## Mercato
| Acquisti | Acquisti         | Acquisti          | Acquisti   |
| R.       | Nome             | da                | Modalità   |
| -------- | ---------------- | ----------------- | ---------- |
| L        | Shane Aitken     | St. Margaret's ES | definitivo |
| O        | Kobe Brown       | Technology HS     | definitivo |
| S        | Nolan Flexen     | The Master's      | definitivo |
| O        | Andon Kiriakou   | Uxbridge SS       | definitivo |
| C        | Nicolas Restrepo | Rancho Campana HS | definitivo |
| P        | Aidan Rigg       | Punahou School    | definitivo |
| P        | Brett Sheward    | Hawaii            | definitivo |

| Cessioni | Cessioni         | Cessioni | Cessioni   |
| R.       | Nome             | a        | Modalità   |
| -------- | ---------------- | -------- | ---------- |
| C        | Julian Albulescu | -        | ritirato   |
| S        | Doug Dahm        | -        | ritirato   |
| S        | Cole Gillis      | Lycurgus | definitivo |
| S        | Brandon Marina   | -        | ritirato   |
| P        | Cade Martin      | -        | ritirato   |
| S        | Josh McCune      | -        | ritirato   |
| S        | Francesco Sani   | Verona   | definitivo |
| S        | Stefan Vartigov  | -        | ritirato   |
| P        | Dylan Zhai       | -        | ritirato   |

## Statistiche

### Statistiche di squadra
| Competizione                        | Punti | In casa | In casa | In casa | In trasferta | In trasferta | In trasferta | Campo neutro | Campo neutro | Campo neutro | Totale | Totale | Totale |
| Competizione                        | Punti | G       | V       | P       | G            | V            | P            | G            | V            | P            | G      | V      | P      |
| ----------------------------------- | ----- | ------- | ------- | ------- | ------------ | ------------ | ------------ | ------------ | ------------ | ------------ | ------ | ------ | ------ |
| Big West Conference NCAA Division I | .645  | 13      | 10      | 3       | 12           | 7            | 5            | 6            | 3            | 3            | 31     | 20     | 11     |
| Totale                              | .645  | 13      | 10      | 3       | 12           | 7            | 5            | 6            | 3            | 3            | 31     | 20     | 11     |

G = partite giocate; V = partite vinte; P = partite perse

### Statistiche dei giocatori
| Giocatore       | Big West Conference NCAA Division I | Big West Conference NCAA Division I | Big West Conference NCAA Division I | Big West Conference NCAA Division I | Big West Conference NCAA Division I | Totale | Totale | Totale | Totale | Totale |
| Giocatore       | P                                   | PT                                  | AV                                  | MV                                  | BV                                  | P      | PT     | AV     | MV     | BV     |
| --------------- | ----------------------------------- | ----------------------------------- | ----------------------------------- | ----------------------------------- | ----------------------------------- | ------ | ------ | ------ | ------ | ------ |
| C. Campbell     | 31                                  | 256                                 | 186                                 | 62                                  | 8                                   | 31     | 256    | 186    | 62     | 8      |
| C. Dahm         | 31                                  | 52                                  | 29                                  | 10                                  | 13                                  | 31     | 52     | 29     | 10     | 13     |
| W. D'Arcy-Miles | 22                                  | 224                                 | 192                                 | 15                                  | 17                                  | 22     | 224    | 192    | 15     | 17     |
| N. Flexen       | 18                                  | 216                                 | 186                                 | 19                                  | 11                                  | 18     | 216    | 186    | 19     | 11     |
| G. Gomes        | 1                                   | 0                                   | 0                                   | 0                                   | 0                                   | 1      | 0      | 0      | 0      | 0      |
| M. Grigoriev    | 31                                  | 349,5                               | 256                                 | 57,5                                | 36                                  | 31     | 349,5  | 256    | 57,5   | 36     |
| H. Henno        | 31                                  | 646                                 | 557                                 | 40                                  | 49                                  | 31     | 646    | 557    | 40     | 49     |
| J. Karlous      | 18                                  | 3,5                                 | 1                                   | 2,5                                 | 0                                   | 18     | 3,5    | 1      | 2,5    | 0      |
| A. Kiriakou     | 5                                   | 1                                   | 1                                   | 0                                   | 0                                   | 5      | 1      | 1      | 0      | 0      |
| D. Lau          | 17                                  | 0                                   | 0                                   | 0                                   | 0                                   | 17     | 0      | 0      | 0      | 0      |
| C. Power        | 31                                  | 1                                   | 1                                   | 0                                   | 0                                   | 31     | 1      | 1      | 0      | 0      |
| A. Schulten     | 8                                   | 1                                   | 1                                   | 0                                   | 0                                   | 8      | 1      | 1      | 0      | 0      |
| B. Sheward      | 31                                  | 76,5                                | 26                                  | 35,5                                | 15                                  | 31     | 76,5   | 26     | 35,5   | 15     |
| A. Tangutur     | 30                                  | 132                                 | 106                                 | 12                                  | 14                                  | 30     | 132    | 106    | 12     | 14     |
| B. Weber        | 7                                   | 18,5                                | 7                                   | 10,5                                | 1                                   | 7      | 18,5   | 7      | 10,5   | 1      |

P = presenze; PT = punti totali; AV = attacchi vincenti; MV = muri vincenti; BV = battute vincenti

NB: I muri singoli valgono una unità di punto, mentre i muri doppi e tripli valgono mezza unità di punto; anche i giocatori nel ruolo di libero sono impegnati al servizio